# Masayoshi Ōhira
Masayoshi Ōhira (大平 正芳 Ōhira Masayoshi?,  12 de marzo,1910–12 de junio,1980) fue un político japonés y el 68.º y 69.º primer ministro de Japón desde el 7 de diciembre de 1978 hasta la fecha de su muerte. 

## Carrera política
Nació en la Prefectura de Kagawa y acudió a la Universidad Hitotsubashi. En 1978, Ohira fue elegido presidente del Partido Liberal Democrático de Japón (PLD) y el 7 de diciembre fue nombrado primer ministro de Japón, sucediendo a Takeo Fukuda.  Fue el segundo cristiano en acceder al cargo de primer ministro después de que lo hiciera Tetsu Katayama (1947-1948). En las elecciones generales de 1979 el PLD no obtuvo mayoría absoluta por muy pocos escaños pero suficientes diputados independientes de la Dieta de Japón se unieron a su partido para mantener a Ohira en el poder y fue, tal y como se esperaba, nombrado de nuevo el 9 de noviembre de ese año. En mayo de 1980, sin embargo, su gobierno cayó como consecuencia de una moción de confianza en la Dieta en la que sus oponentes (liderados por Fukuda) desde sus propias filas del partido, se abstuvieron. 

## Muerte
Murió de un ataque al corazón durante la campaña electoral siguiente. Masayoshi Ito, quien era el Secretario Jefe del Gabinete, lo sustituyó después de su muerte. Yoshio Sakurauchi, Secretario General del PLD, lideró a su partido a la mayor victoria en quince años capitalizando la simpatía generada por la muerte de Ohira. Como primer ministro fue nombrado  después de las elecciones.
En México desde 1980 un parque de la colonia Country Club, al sur de la Ciudad de México, lleva su nombre: Parque Masayoshi Ōhira.
| Predecesor: Takeo Fukuda | Primer ministro de Japón 1978 – 1980 | Sucesor: Zenkō Suzuki |

- Datos: Q315568
- Multimedia: Masayoshi Ōhira / Q315568